# Zakspeed 861
A Zakspeed 861 egy Formula–1-es versenyautó, melyet a Zakspeed csapat versenyeztetett az 1986-os Formula–1 világbajnokság során, valamint 1987-ben is néhány futamon. Pilótái 1986-ban Jonathan Palmer és Huub Rothengatter voltak, 1987-ben pedig Christian Danner és Martin Brundle.

## Áttekintés
A Zakspeed csapat egyedülálló volt sok tekintetben, többek között abban, hogy a kasztnin kívül a motort és a váltót is ők maguk építették. Lehetőségeiket behatárolták a szűkös anyagi körülmények, még a West cigaretta szponzori támogatása ellenére is. Az 1500/4 megjelölésű soros négyhengeres turbómotor körülbelül 850 lóerőt tudott, amellyel messze elmaradt az élmezőnytől.
A 861-es az előző évben használt 841-es modell átalakításával készült. Csökkentettek az össztömegen (bár a kasztni még így is túlsúlyos volt), az előírásoknak megfelelően kisebb üzemanyagtanknak köszönhetően pedig az autó is kisebb lehetett, amivel javult a leszorítóerő és a tapadás is. Kezdetben acélbetétes fékekkel versenyeztek, majd szezon közben ők is szénbetétesre váltottak.
Eleinte továbbra is egy versenyzővel terveztek, de a harmadik futamtól megérkezett kettes számú versenyzőnek Rothengatter, aki szponzori pénzeket hozott magával. Egész idényben messze voltak a pontszerzéstől, legjobb eredményük két nyolcadik hely volt. 1987-re is továbbvitték az autót, amíg az új modell el nem készül, és ezután tartalékautóként funkcionált. Szükség is volt rá, mert Brundle összetörte a 871-est Detroitban, és ezért ebbe ült be - sajnos a versenyen turbóhiba miatt kiesett.
Habár Rothengatter pénzt hozott magával, mégsem javult a csapat helyzete, mert a kétautós felállás miatt a költségek is megnőttek, emiatt nem tudtak fejleszteni, és tesztpilótájuk sem volt.

## Eredmények
| Év   | Csapat               | Motor           | Gumik | Pilóták           | 1   | 2   | 3   | 4   | 5   | 6   | 7   | 8   | 9   | 10  | 11  | 12  | 13  | 14  | 15  | 16  | Pontok | Helyezés |
| ---- | -------------------- | --------------- | ----- | ----------------- | --- | --- | --- | --- | --- | --- | --- | --- | --- | --- | --- | --- | --- | --- | --- | --- | ------ | -------- |
| 1986 | West Zakspeed Racing | Zakspeed 1500/4 | G     |                   | BRA | ESP | SMR | MON | BEL | CAN | DET | FRA | GBR | GER | HUN | AUT | ITA | POR | MEX | AUS | 0      | -        |
| 1986 | West Zakspeed Racing | Zakspeed 1500/4 | G     | Jonathan Palmer   | KI  | KI  | KI  | 12  | 13  | KI  | 8   | KI  | 9   | KI  | 10  | KI  | KI  | 12  | 10  | 9   | 0      | -        |
| 1986 | West Zakspeed Racing | Zakspeed 1500/4 | G     | Huub Rothengatter |     |     | KI  | NK  | KI  | 12  | NI  | KI  | KI  | KI  | KI  | 8   | KI  | KI  | NI  | KI  | 0      | -        |
| 1987 | West Zakspeed Racing | Zakspeed 1500/4 | G     |                   | BRA | SMR | BEL | MON | DET | FRA | GBR | GER | HUN | AUT | ITA | POR | ESP | MEX | JPN | AUS | 2*     | 10.      |
| 1987 | West Zakspeed Racing | Zakspeed 1500/4 | G     | Martin Brundle    | KI  |     |     |     | KI  |     |     |     |     |     |     |     |     |     |     |     | 2*     | 10.      |
| 1987 | West Zakspeed Racing | Zakspeed 1500/4 | G     | Christian Danner  | 9   | 7   |     |     |     |     |     |     |     |     |     |     |     |     |     |     | 2*     | 10.      |

* Minden pontot a 871-essel szereztek
† - nem fejezte be a futamot, de rangsorolták, mert teljesítette a versenytáv 90 százalékát

## Forráshivatkozások
1. ↑  Az NSZK-csapata, vagyis a Zakspeed-sztori… (magyar nyelven). Napi F1 sztori, 2020. április 9. (Hozzáférés: 2025. április 29.)